# Devil's Third
Devil's Third (デビルズサード?, Debiruzu Sādo) è un videogioco del 2015 prodotto dalla Valhalla Game Studios di Tomonobu Itagaki e pubblicato per Nintendo Wii U e Microsoft Windows (solo nella versione multiplayer online).

## Trama
Dopo la distruzione dell'intera rete satellitare mondiale da parte dell'organizzazione terroristica School of Democracy (mettendo così in atto la Sindrome di Kessler), il governo americano stringe un accordo con Ivan, condannato a 850 anni di reclusione nel carcere di Guantanamo, per combattere contro di essa. Ivan infatti è un ex membro di tale organizzazione e si ritroverà a combattere contro i suoi ex compagni: Big Mouse, Jane Doe, Grundla Saha, Ludmilla, C-4 e Isaac Kumano.

## Modalità di gioco
Nella modalità single-player lo stile di gioco è in terza persona, alternato da fasi in prima persona quando si prende la mira con armi da fuoco, che possono essere equipaggiate al massimo due per volta. Nelle fasi di combattimento corpo a corpo il protagonista può sferrare attacchi veloci, attacchi potenti, saltare, pararsi e contrattaccare, potendo concatenare anche una serie di attacchi in alcune combo.
Le modalità multiplayer online invece sono due, la Drill Match e la Siege Match.
La modalità Drill Match è caratterizzata da dieci tipi di partite differenti:
- Battle Royal: battaglia tutti contro tutti dalla durata di 7 minuti con un massimo di 16 giocatori in cui vince chi guadagna più punti.
- Team Deathmatch: battaglia tra due team in cui vince quello che ha ottenuto più punti.
- Cargo Capture: l'obiettivo è impossessarsi prima degli avversari dei rifornimenti che vengono rilasciati sul campo di battaglia.
- Guardian: l'obiettivo è prendere il controllo di un'area e proteggerla dagli attacchi nemici.
- Chickens: l'obiettivo è catturare polli cercando di controllarli per più tempo possibile.
- Carnival: l'obiettivo è creare un frullato lanciando vari tipi di frutta in un enorme mixer.
- Ignition: una battaglia tra due team, in cui un team cerca di posizionare e far esplodere una bomba mentre l'altro deve cercare di disinnescarla.
- Close Quarters: una battaglia tra due team in cui si può usare solo armi corpo a corpo.
- Transporter: l'obiettivo è rubare una valigetta contenente documenti segreti e riportarla al proprio campo base.
- Gladiator: una battaglia tutti contro tutti senza poter inizialmente usare armi.

Nella modalità Siege Match invece gli utenti devono organizzarsi in clan per difendere il proprio territorio e attaccare quello dei nemici.
Nelle modalità multiplayer sono presenti inoltre le microtransazioni, con le quali è possibile acquistare Golden Eggs con denaro reale per poi scambiarle con la valuta del gioco ed acquistare personalizzazioni ed armamenti.

## Sviluppo
Questo è il primo gioco sviluppato da Tomonobu Itagaki dopo aver lasciato la Tecmo nel 2008 ed aver fondato una sua società, la Valhalla Game Studios, con gli altri membri del Team Ninja che hanno lasciato la Tecmo nel 2009. Devil's Third, il cui sviluppo era già iniziato nel 2010, era stato inizialmente annunciato da THQ e pensato per PlayStation 3 e Xbox 360. Dopo il fallimento di THQ nel gennaio 2013, i diritti sulla proprietà intellettuale di Devil's Third furono restituiti alla Valhalla Games Studios ed acquistati da Nintendo, che ottenne così l'esclusiva di tale gioco per le proprie console.
L'uscita del gioco avvenne su Wii U nell'agosto 2015.

## Distribuzione
Il gioco è stato distribuito in Giappone a partire dal 4 agosto 2015 e può essere acquistato solamente attraverso Amazon nel formato retail oppure nell'eShop di Nintendo in formato digitale. In Europa il gioco è stato invece distribuito il 28 agosto dello stesso anno.